# Kleinbahn Leer–Aurich–Wittmund
| Kursbuchstrecke (DB): | Esens/Wittmund–Leer: 221s (1950), 221h (1939) 221q (1946) Esens–Bensersiel: 1000h (1950) |                                                       |                                                       |
| Streckenlänge: | 84,6 km                                                                                  |                                                       |                                                       |
| Spurweite: | 1000 mm (Meterspur)                                                                      |                                                       |                                                       |
| |                                                                                          |                                                       |                                                       |
| \| \| \| Fähre nach Langeoog Anleger \| \| \| \| 69,7 \| Bensersiel \| Bensersiel \| \| \| 65,0 \| Esens Kleinbahnhof \| Esens Kleinbahnhof \| \| \| 64,2 \| Esens Staatsbahnhof \| Esens Staatsbahnhof \| \| \| \| Norden–Jever der Ostfriesische Küstenbahn, Normalspur \| \| \| \| 62,3 \| Folstenhausen \| Folstenhausen \| \| \| 59,6 \| Dunum \| Dunum \| \| \| 57,4 \| Brill \| Brill \| \| \| \| von Wittmund \| \| \| \| 53,3 \| Ogenbargen \| Ogenbargen \| \| \| 51,9 \| Middels-Westerloog \| Middels-Westerloog \| \| \| 49,2 \| Pfalzdorfer Weg \| Pfalzdorfer Weg \| \| \| 46,8 \| Plaggenburg \| Plaggenburg \| \| \| 43,2 \| Sandhorst \| Sandhorst \| \| \| 40,0 \| Aurich Anschluss DB \| Aurich Anschluss DB \| \| \| 37,0 \| Aurich Ost \| Aurich Ost \| \| \| 35,0 \| Popens \| Popens \| \| \| 34,8 \| Ems-Jade-Kanal \| Ems-Jade-Kanal \| \| \| 34,2 \| Popens Fabrik \| Popens Fabrik \| \| \| 32,8 \| Schirum \| Schirum \| \| \| 30,4 \| Holtrop \| Holtrop \| \| \| 28,5 \| Wrisse \| Wrisse \| \| \| 27,5 \| Aurich-Oldendorf \| Aurich-Oldendorf \| \| \| 25,7 \| Großefehn \| Großefehn \| \| \| 23,1 \| Spetzerfehn \| Spetzerfehn \| \| \| 21,2 \| Strackholt \| Strackholt \| \| \| 19,1 \| Bagband \| Bagband \| \| \| 16,1 \| Stikelkamp \| Stikelkamp \| \| \| 13,0 \| Hesel \| Hesel \| \| \| 11,5 \| Hesel Fabrik \| Hesel Fabrik \| \| \| 9,9 \| Holtland \| Holtland \| \| \| 8,4 \| Brinkum \| Brinkum \| \| \| 5,1 \| Logabirum \| Logabirum \| \| \| 2,6 \| Loga \| Loga \| \| \| \| Norddeich Mole–Rheine, Normalspur \| \| \| \| 0,0 \| Leer Übergang zur Staatsbahn \| Leer Übergang zur Staatsbahn \| \| \| \| zum Hafen \| \| |                                                                                          |                                                       |                                                       |
| |                                                                                          | Fähre nach Langeoog Anleger                           |                                                       |
| Kopfbahnhof Streckenanfang (Strecke außer Betrieb) | 69,7                                                                                     | Bensersiel                                            | Bensersiel                                            |
| Bahnhof (Strecke außer Betrieb) | 65,0                                                                                     | Esens Kleinbahnhof                                    | Esens Kleinbahnhof                                    |
| Haltepunkt / Haltestelle (Strecke außer Betrieb) | 64,2                                                                                     | Esens Staatsbahnhof                                   | Esens Staatsbahnhof                                   |
| Kreuzung (Strecken außer Betrieb) |                                                                                          | Norden–Jever der Ostfriesische Küstenbahn, Normalspur | Norden–Jever der Ostfriesische Küstenbahn, Normalspur |
| Haltepunkt / Haltestelle (Strecke außer Betrieb) | 62,3                                                                                     | Folstenhausen                                         | Folstenhausen                                         |
| Bahnhof (Strecke außer Betrieb) | 59,6                                                                                     | Dunum                                                 | Dunum                                                 |
| Bahnhof (Strecke außer Betrieb) | 57,4                                                                                     | Brill                                                 | Brill                                                 |
| Abzweig geradeaus und von links (Strecke außer Betrieb) |                                                                                          | von Wittmund                                          | von Wittmund                                          |
| Bahnhof (Strecke außer Betrieb) | 53,3                                                                                     | Ogenbargen                                            | Ogenbargen                                            |
| Bahnhof (Strecke außer Betrieb) | 51,9                                                                                     | Middels-Westerloog                                    | Middels-Westerloog                                    |
| Haltepunkt / Haltestelle (Strecke außer Betrieb) | 49,2                                                                                     | Pfalzdorfer Weg                                       | Pfalzdorfer Weg                                       |
| Bahnhof (Strecke außer Betrieb) | 46,8                                                                                     | Plaggenburg                                           | Plaggenburg                                           |
| Bahnhof (Strecke außer Betrieb) | 43,2                                                                                     | Sandhorst                                             | Sandhorst                                             |
| Spitzkehrbahnhof rechts (Strecke außer Betrieb) | 40,0                                                                                     | Aurich Anschluss DB                                   | Aurich Anschluss DB                                   |
| Haltepunkt / Haltestelle (Strecke außer Betrieb) | 37,0                                                                                     | Aurich Ost                                            | Aurich Ost                                            |
| Haltepunkt / Haltestelle (Strecke außer Betrieb) | 35,0                                                                                     | Popens                                                | Popens                                                |
| Brücke über Wasserlauf (Strecke außer Betrieb) | 34,8                                                                                     | Ems-Jade-Kanal                                        | Ems-Jade-Kanal                                        |
| Dienststation / Betriebs- oder Güterbahnhof (Strecke außer Betrieb) | 34,2                                                                                     | Popens Fabrik                                         | Popens Fabrik                                         |
| Bahnhof (Strecke außer Betrieb) | 32,8                                                                                     | Schirum                                               | Schirum                                               |
| Bahnhof (Strecke außer Betrieb) | 30,4                                                                                     | Holtrop                                               | Holtrop                                               |
| Bahnhof (Strecke außer Betrieb) | 28,5                                                                                     | Wrisse                                                | Wrisse                                                |
| Bahnhof (Strecke außer Betrieb) | 27,5                                                                                     | Aurich-Oldendorf                                      | Aurich-Oldendorf                                      |
| Bahnhof (Strecke außer Betrieb) | 25,7                                                                                     | Großefehn                                             | Großefehn                                             |
| Bahnhof (Strecke außer Betrieb) | 23,1                                                                                     | Spetzerfehn                                           | Spetzerfehn                                           |
| Bahnhof (Strecke außer Betrieb) | 21,2                                                                                     | Strackholt                                            | Strackholt                                            |
| Bahnhof (Strecke außer Betrieb) | 19,1                                                                                     | Bagband                                               | Bagband                                               |
| Bahnhof (Strecke außer Betrieb) | 16,1                                                                                     | Stikelkamp                                            | Stikelkamp                                            |
| Bahnhof (Strecke außer Betrieb) | 13,0                                                                                     | Hesel                                                 | Hesel                                                 |
| Haltepunkt / Haltestelle (Strecke außer Betrieb) | 11,5                                                                                     | Hesel Fabrik                                          | Hesel Fabrik                                          |
| Bahnhof (Strecke außer Betrieb) | 9,9                                                                                      | Holtland                                              | Holtland                                              |
| Haltepunkt / Haltestelle (Strecke außer Betrieb) | 8,4                                                                                      | Brinkum                                               | Brinkum                                               |
| Bahnhof (Strecke außer Betrieb) | 5,1                                                                                      | Logabirum                                             | Logabirum                                             |
| Haltepunkt / Haltestelle (Strecke außer Betrieb) | 2,6                                                                                      | Loga                                                  | Loga                                                  |
| Kreuzung (Strecke geradeaus außer Betrieb) |                                                                                          | Norddeich Mole–Rheine, Normalspur                     | Norddeich Mole–Rheine, Normalspur                     |
| Bahnhof (Strecke außer Betrieb) | 0,0                                                                                      | Leer Übergang zur Staatsbahn                          | Leer Übergang zur Staatsbahn                          |
| Strecke (außer Betrieb) |                                                                                          | zum Hafen                                             | zum Hafen                                             |

| Kursbuchstrecke (DB): | Esens/Wittmund–Leer: 221h (1939) 221q (1946) |                   |                   |
| Streckenlänge: | 14,2 km                                      |                   |                   |
| Spurweite: | 1000 mm, ab 1940/1948 1435 mm                |                   |                   |
| |                                              |                   |                   |
| \| \| 67,5 \| Wittmund \| Wittmund \| \| \| \| Norden–Jever \| \| \| \| 65,9 \| Wittmund Stadt \| Wittmund Stadt \| \| \| 63,0 \| Willen \| Willen \| \| \| 58,0 \| Ziegelei Ardorf \| Ziegelei Ardorf \| \| \| 57,3 \| Ardorf \| Ardorf \| \| \| 56,3 \| Wittmundhaven \| Wittmundhaven \| \| \| 55,3 \| Middels-Osterloog \| Middels-Osterloog \| \| \| \| von Esens \| \| \| \| 53,3 \| Ogenbargen \| Ogenbargen \| \| \| \| nach Aurich \| \| |                                              |                   |                   |
| Kopfbahnhof Streckenanfang (Strecke außer Betrieb) | 67,5                                         | Wittmund          | Wittmund          |
| Abzweig geradeaus und nach rechts (Strecke außer Betrieb) |                                              | Norden–Jever      | Norden–Jever      |
| Haltepunkt / Haltestelle (Strecke außer Betrieb) | 65,9                                         | Wittmund Stadt    | Wittmund Stadt    |
| Bahnhof (Strecke außer Betrieb) | 63,0                                         | Willen            | Willen            |
| Dienststation / Betriebs- oder Güterbahnhof (Strecke außer Betrieb) | 58,0                                         | Ziegelei Ardorf   | Ziegelei Ardorf   |
| Bahnhof (Strecke außer Betrieb) | 57,3                                         | Ardorf            | Ardorf            |
| Bahnhof (Strecke außer Betrieb) | 56,3                                         | Wittmundhaven     | Wittmundhaven     |
| Bahnhof (Strecke außer Betrieb) | 55,3                                         | Middels-Osterloog | Middels-Osterloog |
| Abzweig geradeaus und von rechts (Strecke außer Betrieb) |                                              | von Esens         | von Esens         |
| Bahnhof (Strecke außer Betrieb) | 53,3                                         | Ogenbargen        | Ogenbargen        |
| Strecke (außer Betrieb) |                                              | nach Aurich       | nach Aurich       |

Die schmalspurige Kleinbahn Leer–Aurich–Wittmund (LAW; heute Kreisbahn Aurich GmbH) führte in  Meterspur von Leer über Aurich nach Esens und Bensersiel. Eine Zweigstrecke führte von Ogenbargen nach Wittmund.
Die Kleinbahn erschloss so die ostfriesische Halbinsel, deren Bewohner über diesen Transportweg einerseits landwirtschaftliche Produkte in die Städte liefern und sich andererseits mit technischen Gütern und Kolonialwaren versorgen konnten.
Im Volksmund wurde die Kleinbahn mit einer typisch ostfriesischen Wortschöpfung als Jan Klein bezeichnet. Die Busse der aus der Kleinbahn hervorgegangenen Verkehrsbetriebe Kreisbahn Aurich tragen diesen Namen noch heute.

## Geschichte
1898 wurde die Kreisbahn Aurich GmbH von den Landkreisen Leer, Aurich und Wittmund gegründet, bereits ein Jahr später wurde der erste Streckenabschnitt der Gesellschaft zwischen Wittmund und Aurich mit einer Spurweite von 1000 mm eröffnet. Bis 1909 wuchs das Streckennetz auf rund 85 Kilometer, wodurch die Kreisbahn eine der größten Kleinbahnen im Nordwesten Deutschlands wurde. Am 28. April 1930 meldete die Gesellschaft den Konkurs an. Der Betrieb wurde jedoch in kleinem Rahmen weitergeführt. Mit finanziellen Mitteln der Provinz Hannover und des preußischen Staates wurde am 3. September 1931 die Kleinbahn Leer–Aurich–Wittmund GmbH gegründet, die den Betrieb weiterführte.
Die Betriebsführung unterlag ab 1933 dem Landeskleinbahnamt Hannover, 1959 übernahm die Bentheimer Eisenbahn die Betriebsführung bis zum Ende des Schienenverkehrs. 1964 wurde die Gesellschaft erneut umbenannt, seitdem firmiert sie als Kreisbahn Aurich.
Der inzwischen regelspurige Abschnitt Ogenbargen–Wittmund wurde am 1. Oktober 1951 zwischen Ogenbargen und Ardorf und am 1. Dezember 1951 zwischen Ardorf und Wittmund stillgelegt, der Abbau begann noch im selben Jahr. Am 17. Mai 1953 wurde der Personenverkehr zwischen Esens und Aurich eingestellt, am 1. April 1956 auch auf der Strecke Aurich–Leer. Personenverkehr gab es nur noch im Bäderverkehr nach Langeoog nach Tidefahrplan auf dem Streckenstück Esens–Bensersiel. Dieser endete am 6. Februar 1967. Der Güterverkehr war hier schon am 15. September 1966 eingestellt worden, so dass 1967 mit dem Abbau der Gleise begonnen werden konnte. Am 30. Dezember 1969 fuhr der letzte Güterzug zwischen Esens und Leer. Nach der Stilllegung am 31. Dezember 1969 wurden die Gleisanlagen im Laufe der 1970er Jahre entfernt.

## Strecke
Zwischen Wittmund und dem neuen Zeppelinflughafen Wittmundhaven wurde 1916 im Ersten Weltkrieg ein Vierschienengleis angelegt. Nach 1925 wurden die Regelspurgleise zunächst nicht mehr befahren. 1940 wurde der Abschnitt Wittmund–Wittmundhaven aus militärischen Gründen komplett auf Normalspur umgespurt, zwischen 1948 und 1950 auch der Abschnitt Wittmundhaven–Ogenbargen.
In folgenden Stationen bestand Anschluss an die Staatsbahn:
- Leer: Hannoversche Westbahn/Emslandstrecke Rheine–Lingen–Meppen–Emden und nach Oldenburg. Nördlich des Bahnhofs Leer, an dessen Westseite sich der Endbahnhof der Kleinbahn befand, kreuzte diese niveaugleich die zweigleisige Hauptstrecke nach Norddeich.[2]
- Aurich: nach Abelitz und Emden. Der Bahnhof der Kleinbahn lag parallel unmittelbar neben dem fünfgleisigen Staatsbahnhof. Er wies zwei Kopfgleise an einem Zungenbahnsteig auf, von denen das staatsbahnseitige in den 1950er Jahren bereits abgebaut war. Sein Empfangsgebäude, ein verwinkelter Bau mit Fachwerkanteilen, stand quer zu dem der Staatsbahn.[3]
- Esens und Wittmund: Ostfriesische Küstenbahn Esens–Wittmund–Sande (–Oldenburg)

## Fahrzeuge

### Dampflokomotiven

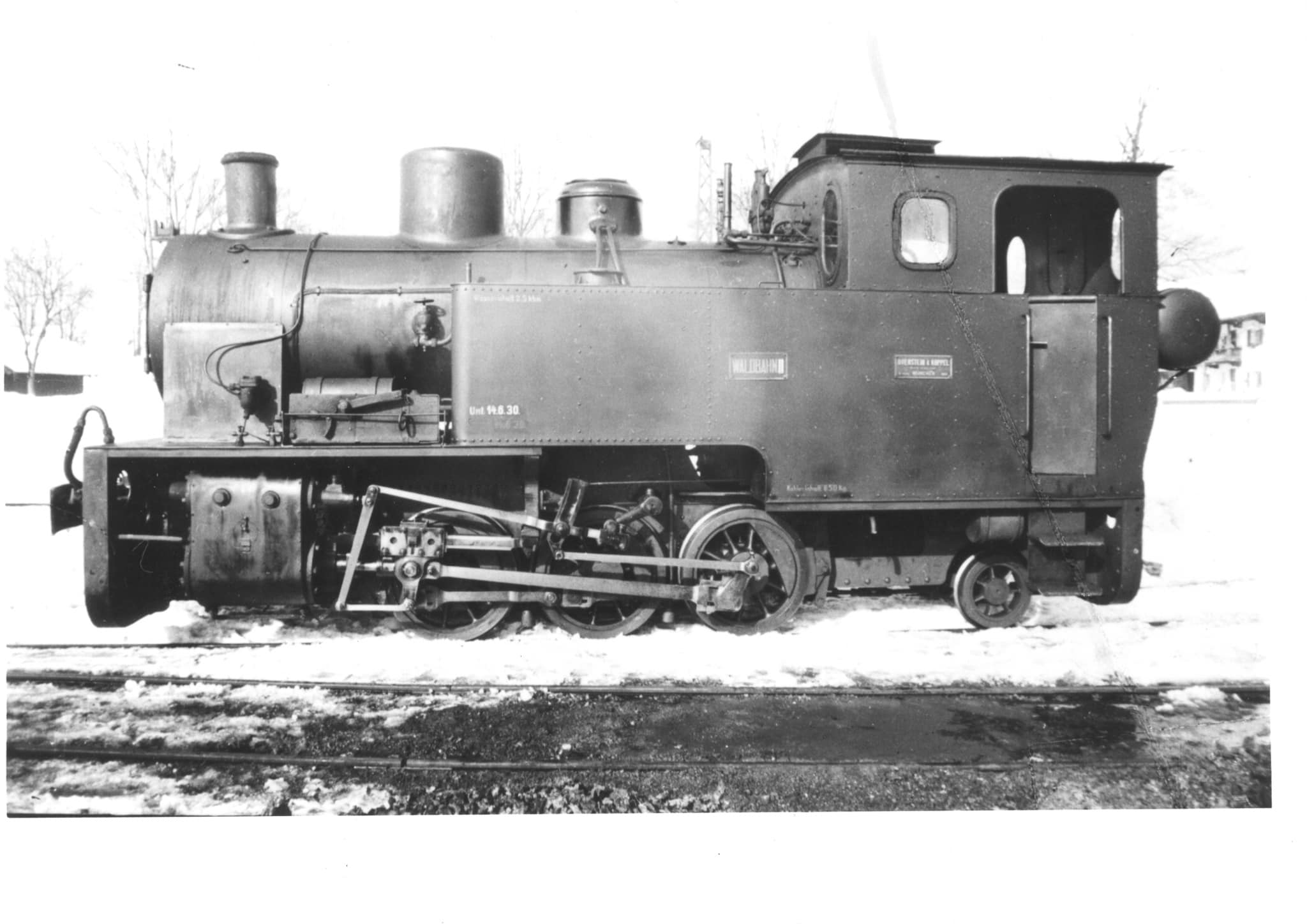
Die ehemalige Lok II der Waldbahn Ruhpolding–Reit im Winkl

Der Betrieb wurde 1899 mit sechs zweiachsigen Dampflokomotiven der Firma Hagans eröffnet, später kamen noch acht weitere Maschinen verschiedener Bauarten zur Kleinbahn, die letzte 1941 von der eingestellten Waldbahn Ruhpolding–Reit im Winkl in Bayern. 1957 wurden die letzten Dampfloks abgestellt und fortan der gesamte Verkehr mit Triebwagen abgewickelt.

### Triebwagen

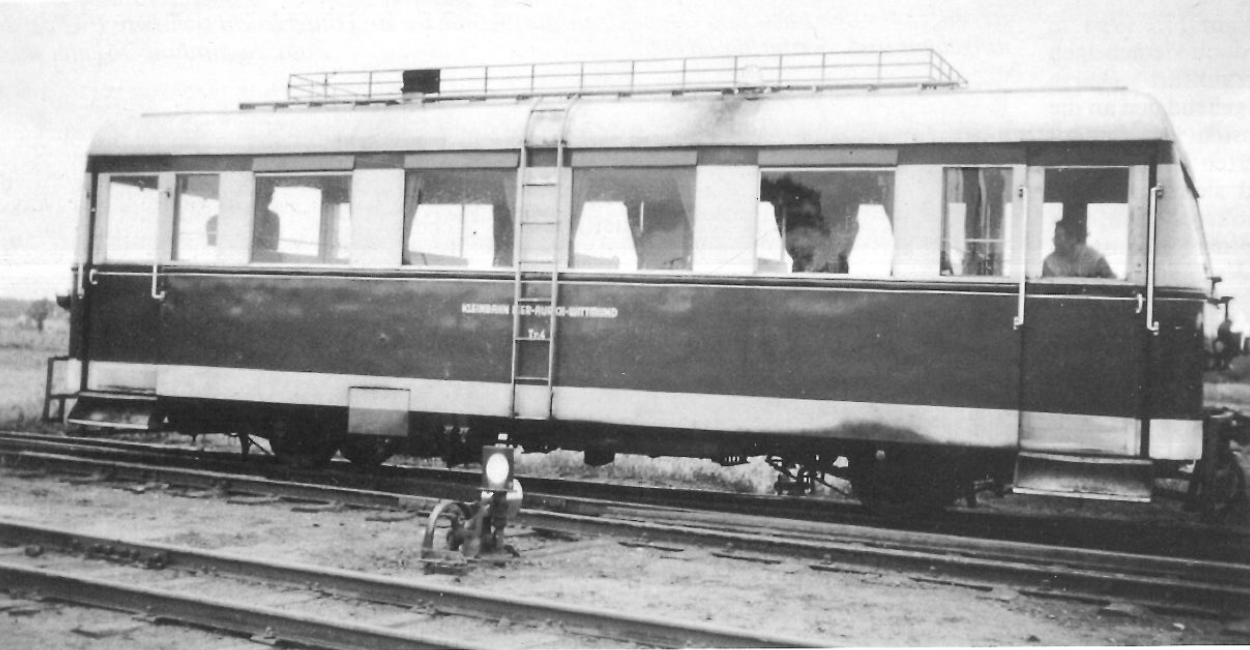
Triebwagen Typ Friesland Tr 4.

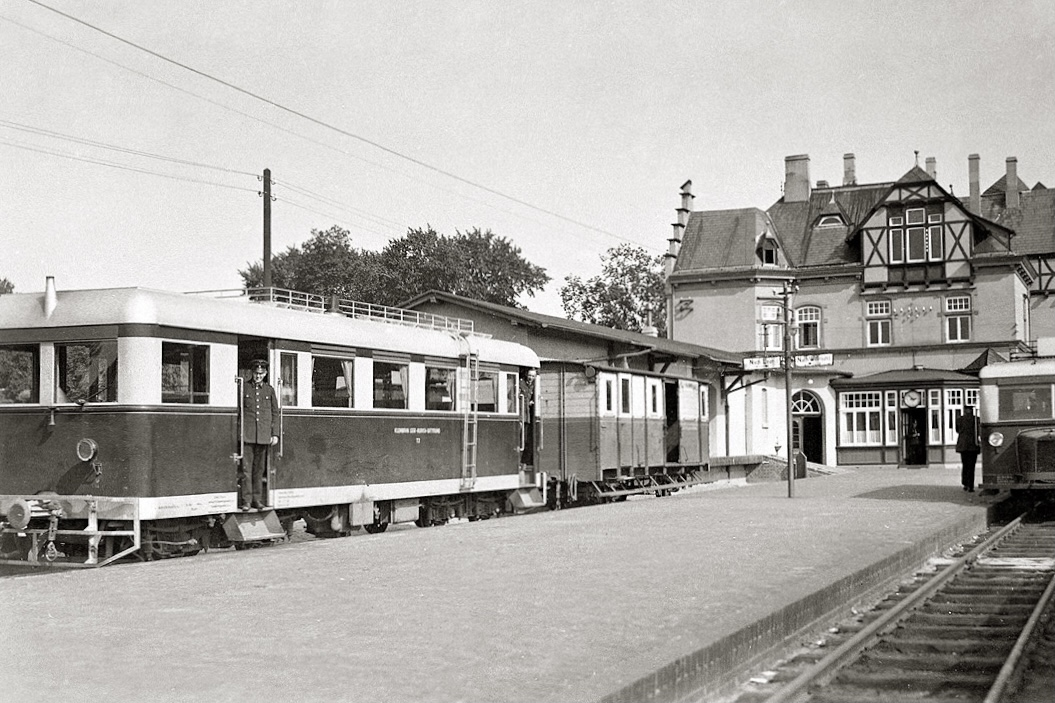
Triebwagen der LAW im Bahnhof Aurich in den 1930er Jahren.

Ab 1933 übernahmen Triebwagen, darunter zwei Wismarer Schienenbusse (SK 1 und SK 3) und ein Wismarer Triebwagen Typ Friesland (der einzige bekannte Wagen dieses Typs) (T 4), nach und nach die Personenzüge.
Der T4 ging beim Brand am 7. Januar 1947 verloren. Er unterschied sich durch die zweiachsige Bauart und die wie beim Typ Hannover abgeschrägte Front (ohne Motorvorbauten!) vom Typ Frankfurt. Angetrieben wurde er durch einen unter dem Wagen montierten Dieselmotor sowie Mylius-Getriebe auf eine Achse.

#### Wismarer Schienenbusse
Die beiden „Schweineschnäuzchen“  SK 1 und SK 3 hatten einen Achsstand von 4,00 m, sie waren zunächst über Stoßfänger 10,10 m lang. Ihre Wagenkästen hatten eine Länge von 7,24 m, sie waren 2,43 m breit und ca. 2,70 m hoch. Angetrieben wurden die Triebwagen von Ford-LKW-Benzinmotoren des Typs AA, von denen jeweils einer unter den beiden Motorhauben untergebracht war. Je nach Fahrtrichtung war nur der vordere Motor in Betrieb, da keine Wendegetriebe vorhanden waren. Nach dem Zusammenstoß mit einem LKW am 31. März 1938 wurde der SK 3 in der Waggonfabrik Wismar umgebaut und – unter Beibehaltung des Achsstands – um ein Abteil verlängert. Zudem wurde er mit neuen Motoren (Typ Ford-BB) ausgestattet und für den Betrieb mit Treibgas umgerüstet, die vier Gasflaschen wurden auf dem Dach untergebracht.
Die Triebwagen wiesen zunächst 24 gepolsterte Sitze in der Sitzteilung 2+2 auf, dazu mehrere Klappsitze in den Einstiegsräumen.
- SK 1: Fabriknummer 20204, ausgeliefert am 28. Januar 1933. Nach einem Auffahrunfall im Bahnhof Hesel am 3. Februar 1941 in der Waggonfabrik Wismar zum Beiwagen TA 1 umgebaut, wobei das Untergestell verkürzt wurde und die Motoröffnungen verschlossen wurden.[7] Wiederinbetriebnahme am 13. März 1942, danach vor allem mit dem T 4 eingesetzt. 1957 an die Spiekerooger Inselbahn abgegeben; verschrottet.[8]
- SK 3: Fabriknummer 20251, ausgeliefert am 10. Mai 1935. Wiederinbetriebnahme nach Umbau am 9. Januar 1939. Das Fahrzeug verbrannte am 7. Januar 1947 im Auricher Triebwagenschuppen.[7]

#### T 47
Mit dem T 47 besaß die Bahn ab 1956 einen Güterschlepptriebwagen, der für den Rollbockverkehr ohne Zwischenwagen mit zusätzlichen Kupplungshaken und Puffern ausgestattet war. Es handelte sich um einen zweiachsigen Eigenbau, der 1955/56 in Aurich aus dem bei Herbrand gebauten Drehgestell-Personenwagen 573 entstand. Er hatte einen unterflurig angebrachten, 150 PS leistenden Büssing-Dieselmotor, der über ein hydromechanisches Voith-Diwabus-Getriebe und Kardanwellen beide Achsen antrieb. Zwischen den beidseitigen Führerständen wies das Fahrzeug ein durch Schiebetüren in der Fahrzeugmitte erreichbares Packabteil auf. Der T 47, der bis zu acht Güterwagen ziehen konnte, blieb bis zur Einstellung der Strecke vorhanden und wurde 1972 verschrottet.

### Diesellokomotiven
Erst nach dem Zweiten Weltkrieg setzte die Kleinbahn auch Diesellokomotiven ein, zunächst nur für Rangierdienste, später auch im Güterverkehr. Für die umgespurte Strecke nach Wittmund wurde eine zweiachsige normalspurige Lokomotive erworben, die vorher auf dem Fliegerhorst Wittmundhafen eingesetzt war. 1951 und 1953 kamen die ersten Schmalspurdiesellokomotiven. Für den Rollbockverkehr wurde 1961 eine Lokomotive von der Kleinbahn Selters–Hachenburg erworben, und unter der Bezeichnung D12 eingesetzt. Sie wurde 1968 verschrottet. 1967 wurde eine größere Diesellok gebraucht erworben, die 1959 gebaute D 08 des Typs MaK 400 BB. Die grün lackierte Lok, die Puffer und Kupplungshaken erhielt, konnte wie der T 47 aufgebockte Regelspurwagen ohne Zwischenwagen bewegen. Sie wurde 1971 an die Brohltalbahn verkauft und ist seit 1989 bei der Rhätischen Bahn (RhB) im Einsatz.

## Nach der Stilllegung
Seit der Stilllegung der Kleinbahn im Jahr 1969 betreibt die Kreisbahn Aurich Verkehrsbetriebe GmbH einen Busverkehr in der Region, wobei jeweils die Bahnhöfe in Leer, Aurich, Esens, Wittmund und Sande als Endhaltestellen benutzt werden. Einige dieser Buslinien verlaufen abschnittsweise entlang der ehemaligen Kleinbahnstrecken. Ab 1980 war Alleingesellschafter des Unternehmens der Landkreis Aurich.
Es stehen heute zahlreiche Busse verschiedener Bauarten sowie Servicefahrzeuge zur Verfügung. Außerdem betätigt sich die Firma als Bus-Reiseunternehmen.
Die ehemalige Trasse wurde Ende der 1970er Jahre als Ostfriesland-Wanderweg ausgebaut, auf dem alljährlich der Ossiloop, ein Volkslauf, ausgetragen wird.